# Condado de Bollinger
El condado de Bollinger (en inglés: Bollinger County) es un condado en el estado estadounidense de Misuri. En el censo de 2000 el condado tenía una población de 12.029 habitantes. Forma parte del área metropolitana de Cape Girardeau – Jackson. La sede de condado es Marble Hill. El condado fue fundado en 1851 y fue nombrado en honor a George Frederick Bollinger, uno de los primeros habitantes del área ocupada actualmente por el condado.

## Geografía

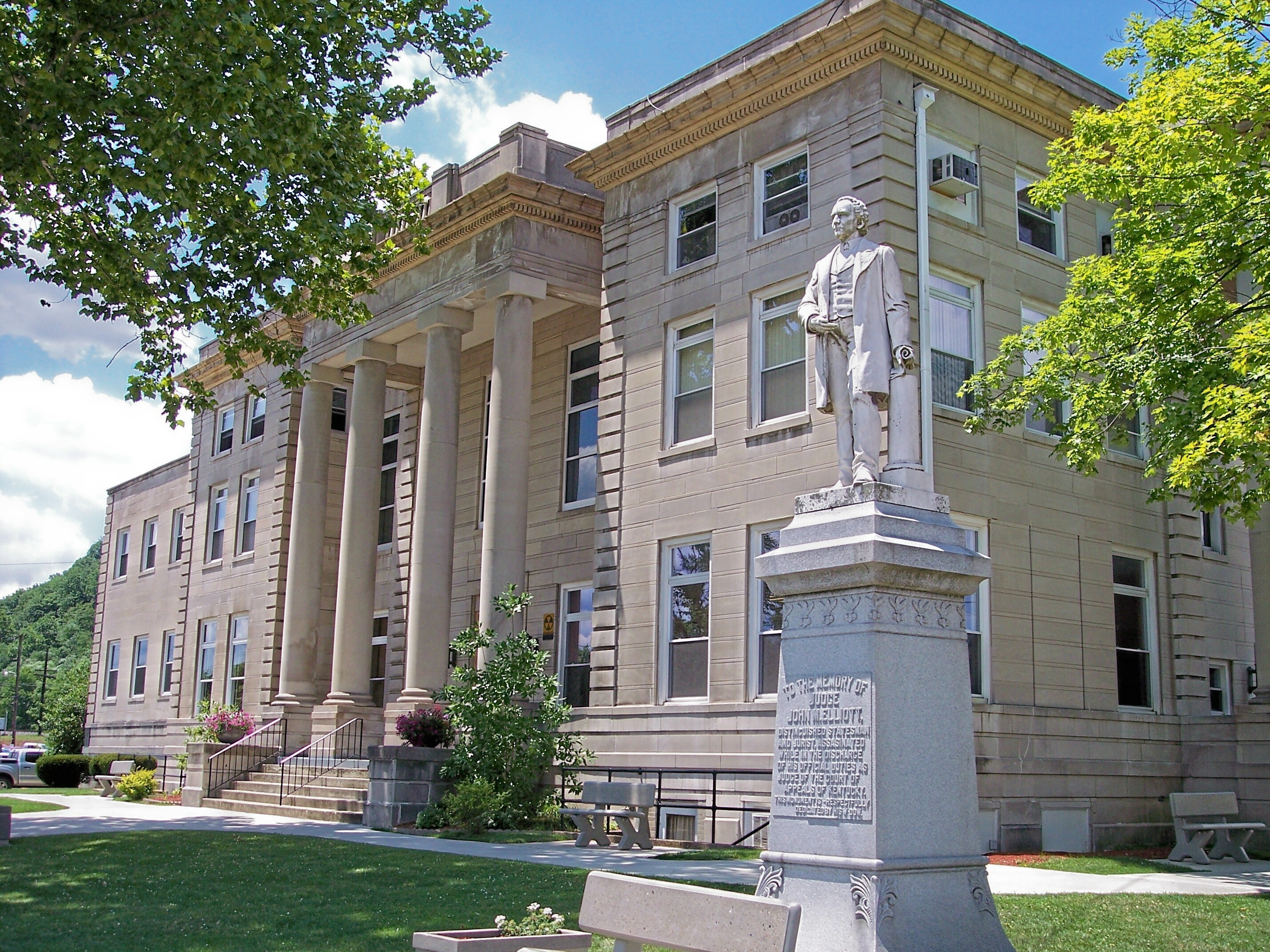
Juzgado del condado de Boyd en Catlettsburg.

Según la Oficina del Censo, el condado tiene un área total de 1.609 km² (621 sq mi), de la cual 1.608 km² (620,4 sq mi) es tierra y 1 km² (0,6 sq mi) (0,07%) es agua.

### Condados adyacentes
- Condado de Perry (norte)
- Condado de Cape Girardeau (este)
- Condado de Stoddard (sur)
- Condado de Wayne (suroeste)
- Condado de Madison (noroeste)

### Áreas protegidas nacionales
- Mark Twain National Forest

## Autopistas importantes
- Ruta Estatal de Misuri 34
- Ruta Estatal de Misuri 51
- Ruta Estatal de Misuri 72

## Demografía
En el  censo de 2000, hubo 12.029 personas, 4.576 hogares y 3.464 familias residiendo en el condado. La densidad poblacional era de 19 personas por milla cuadrada (7/km²). En el 2000 había 5.522 unidades habitacionales en una densidad de 9 por milla cuadrada (3/km²). La demografía del condado era de 97,79% blancos, 0,21% afroamericanos, 0,72% amerindios, 0,22% asiáticos, 0,13% de otras razas y 0,93% de dos o más razas. 0,57% de la población era de origen hispano o latino de cualquier raza. 
La renta promedio para un hogar del condado era de $36.744 y el ingreso promedio para una familia era de $42.948. En 2000 los hombres tenían un ingreso medio de $26.078 versus $17.588 para las mujeres. La renta per cápita para el condado era de $16.387 y el 13,80% de la población estaba bajo el umbral de pobreza nacional.

## Ciudades y pueblos
| - Arab - Gipsy - Glen Allen | - Grassy - Leopold - Marble Hill | - Patton - Sedgewickville | - Sturdivant - Zalma |